# Tylis

Rappresentazione schematica dei movimenti espansivi durante le spedizioni celtiche nei Balcani del III secolo a.C. con indicazione del sito presunto di Tylis.

Tylis (in greco antico: Τύλις), detta anche Tyle o Tule, fu la capitale di un effimero regno celtico nei Balcani, menzionato da Polibio. Il regno di Tylis fu fondato in Tracia dal contingente militare guidato da Comontorio: la sua creazione avvenne nell'ambito di una serie di invasioni celtiche della Grecia e dei Balcani del III secolo a.C. che minacciarono parte del mondo ellenistico.
Era localizzato presso il monte Emo, in quella che oggi è la Bulgaria orientale. Il sito, che non è stato ancora individuato archeologicamente, doveva trovarsi probabilmente nei pressi dell'attuale villaggio di Tulovo (Тулово).

## Storia
Nel 277 a.C., la retroguardia della spedizione celtica rimasta in Tracia subì presso Lisimachia, nel Chersoneso Tracico, una severa sconfitta ad opera di Antigono Gonata, il nipote di Alessandro. Costretti ad arretrare nell'odierna Bulgaria orientale, in una regione del regno tracico di Lisimaco, guidati da Comontorio, quei Celti vi fondarono il regno di cui Tylis fu capitale,
Gli unici segni lasciati, oltre alle fonti antiche, sono evidenti anche se di tipo indiretto, come, ad esempio, l'adozione di armi celtiche da parte delle popolazioni circostanti.
Questo insediamento si distinse per l'imposizione di pesanti tributi alla vicina Bisanzio, ed esercitò probabilmente una pressione verso nord, come testimoniato ad Olbia (Ucraina) da un'iscrizione celebrativa di una vittoria sui Celti. È probabile anche un impiego in attività mercenarie in Russia meridionale, al servizio delle colonie greche del Ponto, come farebbe pensare il ritrovamento in quei luoghi di armi riferibili ad una provenienza celto-italica.
Ma la durata di Tylis fu effimera: pochi decenni dopo, abolito il potere monarchico dell'ultimo regnante, il re Cavaro, il regno fu definitivamente destabilizzato dai Traci, all'incirca nel 212 a.C.
Quella parte dei Celti che non si fermarono in Tracia attraversarono il Bosforo per raggiungere l'Anatolia, dove furono noti come Galati, in una regione che da loro prese il nome di Galazia.